# Steindl Imre utca
Pour les articles homonymes, voir Steindl.
Steindl Imre utca est une rue de Budapest, située dans le quartier de Lipótváros (5e arrondissement).